# Komisariat Straży Granicznej „Myszyniec”
Komisariat Straży Granicznej „Myszyniec” – jednostka organizacyjna Straży Granicznej pełniąca służbę ochronną na granicy polsko-niemieckiej w latach 1928–1939.

## Geneza
Na wniosek Ministerstwa Skarbu, uchwałą z 10 marca 1920, powołano do życia Straż Celną. Od połowy 1921 jednostki Straży Celnej rozpoczęły przejmowanie odcinków granicy od pododdziałów Batalionów Celnych. Proces tworzenia Straży Celnej trwał do końca 1922. Komisariat Straży Celnej „Dąbrowy” i komisariat Straży Celnej „Czarnia”, wraz ze swoimi placówkami granicznymi, weszły w podporządkowanie Inspektoratu Straży Celnej „Chorzele”.
1 czerwca 1921 w Dąbrowach stacjonowała jeszcze 2 kompania celna 1 batalionu celnego. Posiadała ona swoje placówki w miejscowościach: Antonia, Dabrowy, Łosicha, Perły, Cyk, Ruchaje, Surowe i Czarni. Na przełomie roku 1921/1922 ochronę granicy państwowej w tym rejonie od pododdziałów 1 batalionu celnego przejęła Straż Celna.
W drugiej połowie 1927 przystąpiono do gruntownej reorganizacji Straży Celnej. W praktyce skutkowało to rozwiązaniem tej formacji granicznej.
Rozkazem nr 1 z 12 marca 1928 w sprawach organizacji Mazowieckiego Inspektoratu Okręgowego Straży Granicznej Naczelny Inspektor Straży Celnej gen. bryg. Stefan Pasławski powołał komisariat Straży Granicznej „Myszyniec”, który przejął ochronę granicy od rozwiązywanych komisariatów Straży Celnej.
Na podstawie rozkazu Mazowieckiego Inspektora Okręgowego z 2 kwietnia 1928, komisariat „Dąbrowa” został przesunięty do Myszyńca.

## Formowanie i zmiany organizacyjne
Rozporządzeniem Prezydenta Rzeczypospolitej Polskiej Ignacego Mościckiego z 22 marca 1928, do ochrony północnej, zachodniej i południowej granicy państwa, a w szczególności do ich ochrony celnej, powoływano z dniem 2 kwietnia 1928 roku  Straż Graniczną.
Rozkazem nr 1 z 12 marca 1928 w sprawach organizacji Mazowieckiego Inspektoratu Okręgowego Naczelny Inspektor Straży Celnej gen. bryg. Stefan Pasławski przydzielił komisariat „Myszyniec” do Inspektoratu Granicznego nr 2 „Przasnysz” i określił jego strukturę organizacyjną.
Rozkazem Mazowieckiego Inspektora Okręgowego nr 6 z 15 maja 1928 komisariat „Czernia” przemianowany został w podkomisariat „Krukowo” i podporządkowany komisariatowi „Myszyniec”.
Rozkazem Mazowieckiego Inspektora Okręgowego nr 7 z 25 maja 1928 placówka II linii „Grabowo” przeniesiona została do komisariatu SG „Myszyniec”.
Rozkazem nr 9 z 18 października 1929 w sprawie reorganizacji mazowieckiego Inspektoratu Okręgowego komendant Straży Granicznej płk Jan Jur-Gorzechowski określił numer i nową strukturę komisariatu.
Rozkazem nr 4/31 zastępcy komendanta Straży Granicznej płk. Emila Czaplińskiego z 20 października 1931 zniesiono placówkę SG „Kadzidło”.
Rozkazem nr 3 z 23 czerwca 1934 w sprawach [...] tworzenia i zniesienia posterunków informacyjnych', komendant Straży Granicznej płk Jan Jur-Gorzechowski utworzył placówkę I linii „Antonia Gronzkie”.
Rozkaz komendanta Straży Granicznej płk. Jana Jura-Gorzechowskiego z 10 maja 1938 w sprawie terminologii w odniesieniu do władz i jednostek formacji, wydany w związku z rozkazami KSG z 25 i 29 kwietnia 1938 roku,  przemianował inspektoraty graniczne na obwody Straży Granicznej z dodaniem nazwy miejscowości, w której jednostka stacjonuje. Jednocześnie nakazał używanie w stosunku do kierowników komisariatów i placówek nowych terminów: „komendant komisariatu” i „dowódca placówki”. Komisariat wszedł w skład struktury Obwodu Straży Granicznej „Przasnysz”.
Rozkazem nr 2 z 16 stycznia 1939 w sprawie przejęcia odcinka granicy polsko-niemieckiej od Korpusu Ochrony Pogranicza na terenie Mazowieckiego Okręgu Straży Granicznej oraz przekazania Korpusowi Ochrony Pogranicza odcinka granicy na terenie Wschodniomałopolskiego Okręgu Straży Granicznej, komendant Straży Granicznej płk Jan Gorzechowski wydzielił komisariat „Myszyniec” z Obwodu SG „Przasnysz” i przydzielił go do Obwodu SG „Łomża”.
Rozkazem KGSG nr 12/39, z dniem 1 VII 1939 zniesiono placówkę II linii „Ostrołęka” i posterunek SG „Goniądz”

## Służba graniczna
Sąsiednie komisariaty:
- komisariat Straży Granicznej „Kolno” ⇔ komisariat Straży Granicznej „Chorzele” − 1928
- komisariat Straży Granicznej „Leman” ⇔ komisariat Straży Granicznej „Krukowo” − październik 1929

## Działania w 1939
W początkach maja 1939 komisariat otrzymał pluton wzmocnienia w sile 60 rezerwistów dowodzony przez ppor. Hisztyna. Utworzono też 2 patrole minerskie z wcześniej specjalnie przeszkolonych strażników. Dowódcą jednego z patroli został kpr. Szymocha. Patrole minerskie zaminowały mosty w Myszyńcu i w Zawodziu. Na mostach ustanowiono posterunki, zaczęto również budować zasieki i kopać rowy przeciwczołgowe, rezerwistami wzmocniono placówki.
Tuż przed północą z 31 sierpnia na 1 września 1939 do komisariatu Straży Granicznej „Myszyniec” przedostał się przez granicę agent i zameldował komendantowi kpt. Smakoszowi, że pododdziały niemieckiej 1 Brygady Kawalerii stoją na granicy, a na wysokości placówek SG „Pełty” i „Dąbrowy” rozlokował się 1 pułk Ułanów Królewieckich. We wszystkich wysuniętych pododdziałach 18 Dywizji Piechoty od 19.00 zarządzone było ostre pogotowie.

## Funkcjonariusze komisariatu
| Kierownicy/komendanci komisariatu | Kierownicy/komendanci komisariatu | Kierownicy/komendanci komisariatu | Kierownicy/komendanci komisariatu |
| stopień                           | imię i nazwisko                   | okres pełnienia służby            | kolejne stanowisko                |
| --------------------------------- | --------------------------------- | --------------------------------- | --------------------------------- |
| komisarz                          | Bronisław Benit                   | 1928 − 1929                       |                                   |
| kapitan                           | Wacław Smakosz                    | był IX 1939                       |                                   |
| Zastępcy komendanta komisariatu   |                                   |                                   |                                   |
| starszy przodownik                | Marian Marczyński                 | ? - 24 I 1939                     | komenda obwodu                    |
| starszy strażnik podchorąży       | Kazimierz Hischtin                | 1 V 1939 –                        |                                   |

## Struktura organizacyjna
Organizacja komisariatu w marcu 1928:
- komenda − Myszyniec
- podkomisariat Straży Granicznej „Krukowo”
- placówka Straży Granicznej I linii „Pudełko”
- placówka Straży Granicznej I linii „Warmiak Duży”
- placówka Straży Granicznej I linii „Dąbrowy”
- placówka Straży Granicznej I linii „Pełty”
- placówka Straży Granicznej I linii „Ruchaje”
- placówka Straży Granicznej I linii „Zaręby”
- placówka Straży Granicznej II linii „Myszyniec”
- placówka Straży Granicznej II linii „Krukowo”

Organizacja komisariatu w październiku 1929:
- 1/2 komenda − Myszyniec
- placówka Straży Granicznej I linii „Warmiak Duży”
- placówka Straży Granicznej I linii „Dąbrowy”
- placówka Straży Granicznej I linii „Pełty”
- placówka Straży Granicznej II linii „Myszyniec”
- placówka Straży Granicznej II linii „Kadzidło” → zniesiona w 1931
- placówka Straży Granicznej II linii „Ostrołęka” → zniesiona lipcu w 1939

Organizacja komisariatu w 1933 i 1934:
- komenda − Myszyniec
- placówka Straży Granicznej I linii „Warmiak Duży”
- placówka Straży Granicznej I linii „Dąbrowy”
- placówka Straży Granicznej I linii „Pełty”
- placówka Straży Granicznej I linii „Łosicha”
- placówka Straży Granicznej II linii „Myszyniec”
- placówka Straży Granicznej II linii „Ostrołęka”

Organizacja komisariatu w 1937:
- komenda − Myszyniec
- placówka Straży Granicznej I linii „Warmiak Duży”
- placówka Straży Granicznej I linii „Dąbrowy”
- placówka Straży Granicznej I linii „Pełty”
- placówka Straży Granicznej I linii „Antonina Grądzkie”
- placówka Straży Granicznej II linii „Myszyniec”
- placówka Straży Granicznej II linii „Ostrołęka”

Organizacja komisariatu w 1939 (wg Polaka):
- komenda − Myszyniec
- placówka Straży Granicznej I linii „Warmiak Duży”
- placówka Straży Granicznej I linii „Dąbrowy”
- placówka Straży Granicznej I linii „Pełty”
- placówka Straży Granicznej I linii „Antonina” ???
- placówka Straży Granicznej I linii „Grodzkie”???
- placówka Straży Granicznej II linii „Myszyniec”
- placówka Straży Granicznej II linii „Ostrołęka”

Organizacja komisariatu w 1939 (wg Sobczaka):
- komenda − Myszyniec
- placówka Straży Granicznej I linii „Warmiak Duży”
- placówka Straży Granicznej I linii „Dąbrowy”
- placówka Straży Granicznej I linii „Pełty”
- placówka Straży Granicznej II linii „Myszyniec”
- placówka Straży Granicznej II linii „Kadzidło”
- placówka Straży Granicznej II linii „Ostrołęka”

Organizacja komisariatu w sierpniu 1939 (wg Rosta):
- komenda − Myszyniec
- placówka Straży Granicznej I linii „Warmiak Duży”
- placówka Straży Granicznej I linii „Antonia-Grądzkie”
- placówka Straży Granicznej I linii „Dąbrowy”
- placówka Straży Granicznej I linii „Łosicha”
- placówka Straży Granicznej I linii „Pełty”
- placówka Straży Granicznej II linii „Myszyniec”
- posterunek Straży Granicznej „Łyse”
- posterunek Straży Granicznej „Ostrołęka”